# Бейн, Робин
Ро́бин Бейн (англ. Robin Bain; род. 12 февраля 1980) — американская актриса, фотомодель, писатель и режиссёр.

## Биография

### Карьера
В октябре 2002 года появилась в образе кибер-девушки на Playboy.com, а в 2008 году была названа «восходящей звездой» «Плейбоя».
В качестве режиссёра Бейн сняла несколько клипов, в частности для металкор-группы In This Moment и кантри-группы The Clark Family Experience.
В 2003 году Бейн сняла короткометражный фильм Paper Doll, для которого также написала сценарий. Этот фильм победил в трёх номинациях на кинофестивале независимых фильмов SMMASH Film Festival: «Лучший короткометражный фильм», «Лучший режиссёр» и «Лучшая женская роль».

### Личная жизнь
Робин Бейн является членом Национальной стрелковой ассоциации США. Робин живёт в Лос-Анджелесе, Калифорния.

## Фильмография
| Год       |   | Русское название            | Оригинальное название          | Роль                  |
| --------- | - | --------------------------- | ------------------------------ | --------------------- |
| 2011      | ф | Совершенный серийный убийца | The Deceit                     | Mary Johnson          |
| 2011      | ф |                             | Hollywood Sex Wars             | Julie Cantalopez      |
| 2010      | в |                             | The Brides of Sodom            | Сэнди                 |
| 2010      | ф | Рождённый быть звездой      | Born to Be a Star              |                       |
| 2010      | ф |                             | Nowhere To Run                 | Клаудия               |
| 1997      | ф | Пророк                      | Glam                           | клиент в ресторане    |
| 2005      | с | Робоцып                     | Robot Chicken                  | озвучка               |
| 1992—1998 | с | Шоу Ларри Сандерса          | Real Time with Bill Maher      | модель                |
| 1992      | с | Ночное шоу с Джейем Лено    | The Tonight Show with Jay Leno | Funny Blonde Jokester |
| 2005—2008 | с |                             | Mind of Mencia                 | сексуальная медсестра |
| 2007      | с | Свадьбаразрушители          | The Real Wedding Crashers      | Робин                 |
| 2003      | ф |                             | Paper Doll                     | Наташа                |
| 2001      | ф |                             | Frankenbabe                    | Frankenbabe           |